# Jurij
Jurij (IPA: 'i̯uʀʲii̯) ist ein männlicher Vorname. Es ist die sorbische sowie slowenische Form des Namens Georg und neben Juri auch eine mögliche Transliteration der ostslawischen Namensformen Юрій bzw. Юрий.
Für weitere Informationen zum Namen siehe den Hauptartikel Georg.

## Varianten
- Jerzi (kaschubisch)
- Jerzy (polnisch)
- Jiří (tschechisch)
- Juraj (slowakisch)
- Jurij (sorbisch)
- Juri, Jurij, Yuri (russisch, ukrainisch)
- Jurijus (litauisch)

## Namensträger
- Jurij Brězan (1916–2006), sorbischer Schriftsteller
- Jurij Chěžka (1917–1944), sorbischer Dichter
- Jurij Čornak (1934–2015), sorbischer Müller, Ingenieurökonom, Unternehmer und Politiker
- Jurij Dalmatin (≈1547–1589), slowenischer protestantischer Priester, Autor und Bibelübersetzer
- Jurij Hajna, sorbischer Name von Georg Heine (1877–1952), deutscher Maler
- Jurij Grós (1931–2019), sorbischer Funktionär und Politiker
- Jurij Kerpatenko (1976–2022), ukrainischer Musiker und Dirigent
- Jurij Knebel (1934–2020), sorbischer Prähistoriker
- Jurij Koch (* 1936), sorbischer Schriftsteller
- Jurij Kramer (* 1940), deutscher Schauspieler, Drehbuchautor und Regisseur
- Jurij Gustav Kubaš (1845–1924), sorbischer Pfarrer, Redakteur und Publizist
- Jurij Łusčanski (1839–1905), sorbischer Geistlicher, Titularbischof von Samos
- Jurij Mihevec (1805–1882), slowenischer Komponist
- Jurij Pilk (1858–1926), sorbischer Historiker, Heimatforscher, Musiker und Komponist
- Jurij Rak (1740–1799), sorbischer Jurist, Dichter und Komponist
- Jurij Striedter (1926–2016), russisch-deutscher Slavist und Komparatist
- Jurij Tepeš (* 1989), slowenischer Skispringer
- Jurij A. Treguboff (1913–2000), russisch-deutscher Schriftsteller
- Jurij Vega (1754–1802), slowenischer Mathematiker
- Jurij Winar (1909–1991), sorbischer Komponist